# Core Audio
Core Audio est une interface de programmation bas-niveau servant à manipuler la partie audio du système d'exploitation d'Apple Mac OS X. Elle inclut une implémentation de la bibliothèque multi-plateforme OpenAL.
Apple, dans sa documentation de Core Audio, indique qu'« en créant cette nouvelle architecture dans Mac OS X, notre objectif est double dans l'univers audio. Le premier est que les utilisateurs de Macintosh profitent d'une expérience audio de haute-qualité. Le second reflète un changement de comportement de la part des développeurs qui utilisent leurs propres protocoles audio et MIDI dans leurs applications en faveur des mécanismes d'Apple qui assument la responsabilité de ces fonctionnalités dans la plateforme Macintosh. »
Il ne faut pas confondre cette interface de programmation avec l'autre interface de programmation bas-niveau utilisée dans Microsoft Windows Vista, elle aussi connue sous le nom de « Core Audio ».

## Historique
Elle a été introduite dans la version 10.0 de Mac OS X et a beaucoup évolué dans la version 10.2